# Alacloro
El alacloro (en inglés Alachlor; cuyo nombre IUPAC es 2-cloro-2’,6’-dietil-N-metoximetilacetanilida
y nombre CA es 2-cloro-N-(2,6-dietilfenil)-N-(metoximetil)acetamida) es un producto químico usado como herbicida. Es el segundo herbicida más usado en los Estados Unidos Su uso como herbicida ha sido prohibido en la Unión Europea. Su forma de acción es por la inhibición de las elongasas y de los pirofosfatos del geranilgeranil (GGPP).

## Usos

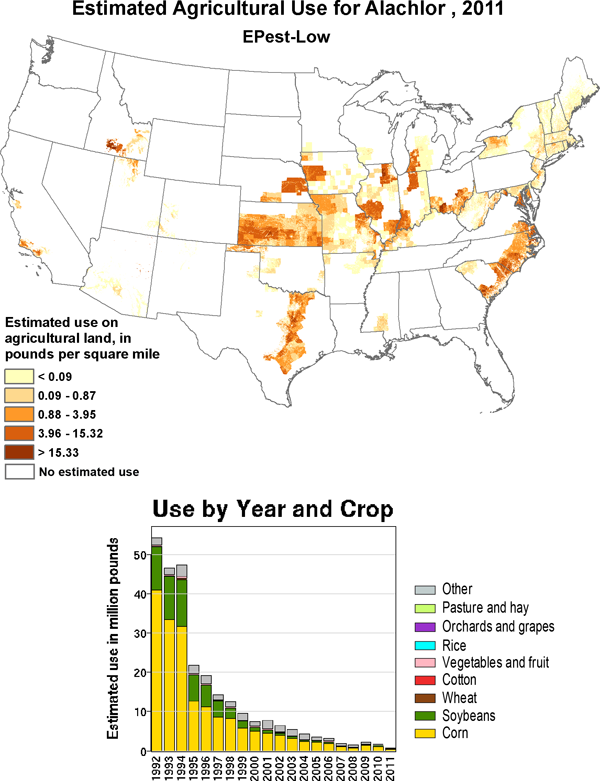
Mapa del uso del alacloro en EE. UU. en 2011

El uso principal del alacloro es como herbicida de control de pastos anualles y malezas de hojas anchas en cultuvos, principalmente en maíz, sorgo y soja. El alacloro es el segundo herbicida más usado en Estados Unidos, particularmente en maíz y soja en Illinois, Indiana, Iowa, Minnesota, Nebraska, Ohio, y Wisconsin.

## Resumen de la medida de prohibición
En el Canadá:
- Prohibidos todos sus usos el 31 de diciembre de 1985; baja tolerancia en la importación para el maíz, semilla de soja, judías secas, carne y leche.
- Todos los registros del producto cancelados debido a su potencial carcinogénico y a la existencia de un producto alternativo a menor riesgo el metalaclor.
- El productor (Monsanto) solicitó la revisión de la medida reglamentaria, como permitido en la sección 23 del PCPA.[5]
- El informe final del Comité (octubre de 1987), recomendó el restaurar el registro del alaclor, creyendo que la relativa seguridad del producto alternativo metalaclor no era suficiente para cancelar los registros del alacloro.
- El Ministro mantuvo que el metalaclor era más seguro que el alacloro y confirmó la prohibición.

Fecha de entrada en vigor de la medida reglamentaria firme: 31/12/1985

## Peligros y riesgos conocidos respecto a la salud humana
- Dos estudios dietarios a largo plazo para ratas, indicaron un aumento en la incidencia de adenomas y adenocarcinomas en los turbinados nasales y tumores de estómago con un cierto número de dosis.
- Un estudio dietario a largo plazo en ratones indicó un número estadísticamente significante de tumores en el pulmón para las hembras con la dosis mayor.
- Basándose en los resultados anteriores se estimó el alacloro como cancerígeno animal con potencial como cancerígeno humano.
- La preocupación principal fue la exposición ocupacional pero la presencia de alacloro en las aguas del terreno, con consecuente potencial de contaminación, incrementó la preocupación de la exposición.
- Se determinó que el uso del alacloro representaba un riesgo inaceptable de peligro para la salud pública.

- La eliminación del uso del alacloro como herbicida en Canadá, eliminando así el riesgo debido a la exposición ocupacional y la exposición a través de las aguas del terreno contaminadas.
- A la vez, se esperaron algunos costos para los agricultores debido al monopolio virtual de la Ciba-Geigy y a una disminución del resultado en ciertos casos, sin embargo debido a la presencia continua del metalaclor estos efectos se espera que sean relativamente menores.
- No se han anticipado ulteriores efectos ya que la medida fue tomada hace varios años.